# Caojing
Caojing (chinesisch 漕泾镇, Pinyin Cáojīng Zhèn) ist eine Großgemeinde des Stadtbezirks Jinshan der Regierungsunmittelbaren Stadt Shanghai in der Volksrepublik China. Sie liegt etwa 70 Kilometer südwestlich des Innenstadbereichs direkt am Chinesischen Meer. Das Gemeindegebiet von Caojing hat eine Fläche von 78,43 km² und eine Einwohnerzahl von 40.722 (Stand: Zensus 2010). Es gliedert sich in eine Einwohnergemeinschaft (社区) und zwölf Dörfer (村).
Die Großgemeinde ist in der Wirtschaft insbesondere durch ihren 29,4 Quadratkilometer großen Chemiepark „Shanghai Chemical Industry Park“ bekannt geworden. Seit dessen Gründung im Jahre 1996 bauen dort viele internationale Chemiekonzerne große Produktionsanlagen auf, so unter anderem auch BASF und Bayer. Die dort erbaute „Bayer Integrated Site Shanghai (BISS)“ stellt mit einem Investitionsvolumen von 1,8 Milliarden US-Dollar die größte Investition Bayers außerhalb von Deutschland dar. Hier werden seit August 2006 Polymermaterialien für den Asiatisch-Pazifischen Wirtschaftsraum (APEC) produziert.

## Administrative Gliederung
Caojing setzt sich aus drei Einwohnergemeinschaften und elf Dörfern zusammen. Diese sind:
| Einwohnergemeinschaft Huayuan (花园社区), Regierungssitz der Großgemeinde; Einwohnergemeinschaft Jianlong (建龙社区); Einwohnergemeinschaft Lüdi (绿地社区); Dorf Donghai (东海村); Dorf Haiya (海涯村); Dorf Haiyu (海渔村); Dorf Hutang (护塘村); | Dorf Jiangzhuang (蒋庄村); Dorf Jinguang (金光村); Dorf Ruanxiang (阮巷村); Dorf Shaji (沙积村); Dorf Shuiku (水库村); Dorf Yingfang (营房村); Dorf Zengfeng (增丰村); |